# Tanis
Tanis (tiếng Ả Rập: صان الحجر Ṣān al-Ḥagar; tiếng Ai Cập: /ˈcʼuʕnat/; tiếng Hy Lạp cổ đại: Τάνις; tiếng Copt: ϫⲁⲛⲓ / ϫⲁⲁⲛⲉ) là một thành phố nằm ở đông bắc châu thổ sông Nin, Ai Cập.

## Lịch sử
Tanis không được chứng thực rõ ràng trước thời kỳ Vương triều thứ 19 vì khi đó nó chỉ là nome thứ 14 của Hạ Ai Cập. Hầu hết các di tích được tìm thấy tại Tanis có niên đại trước thời kỳ Vương triều thứ 21, chủ yếu là từ những tàn tích của kinh đô Pi-Ramesses (tại Qantir) của Ramesses II. Những vị vua sau đó đã tháo dỡ ngôi đền này và đem gạch đá của chúng để xây những công trình khác tại Tanis. Những công trình thực sự đầu tiên được xây dựng tại Tanis bởi các vua thời kỳ Vương triều thứ 21.
Vào cuối thời kỳ Tân vương quốc, cung điện hoàng gia Pi-Ramesses bị bỏ hoang vì một nhánh sông Nin chảy qua đây đã bị bùn lấp đầy và cảng sông của nó không thể sử dụng được. Sau khi Pi-Ramesses trở nên hoang phế, Tanis trở thành kinh đô mới của các pharaon Vương triều thứ 21 và 22 (cùng với Bubastis).
Những nhà cai trị của hai triều đại này đều tự coi mình là những người thừa kế ngai vàng hợp pháp. Họ sử dụng những danh hiệu truyền thống và thể hiện uy quyền của họ trên mỗi công trình được xây, mặc dù điều này khá là bình thường. Một thành tựu đáng kể của các vị vua này là việc xây dựng và mở rộng ngôi đền lớn của thần Amun-Ra tại Tanis. Ngoài ra, họ còn cho xây dựng những ngôi đền nhỏ dành riêng cho hai mẹ con thần Mut và Khonsu, những người cùng với Amun-Ra, thành lập Bộ ba Theban. Nhiều người cai trị trong số này cũng được chôn cất trong một nghĩa trang hoàng gia mới tại Tanis, thay vì ở Thung lũng các vị Vua như trước đây.

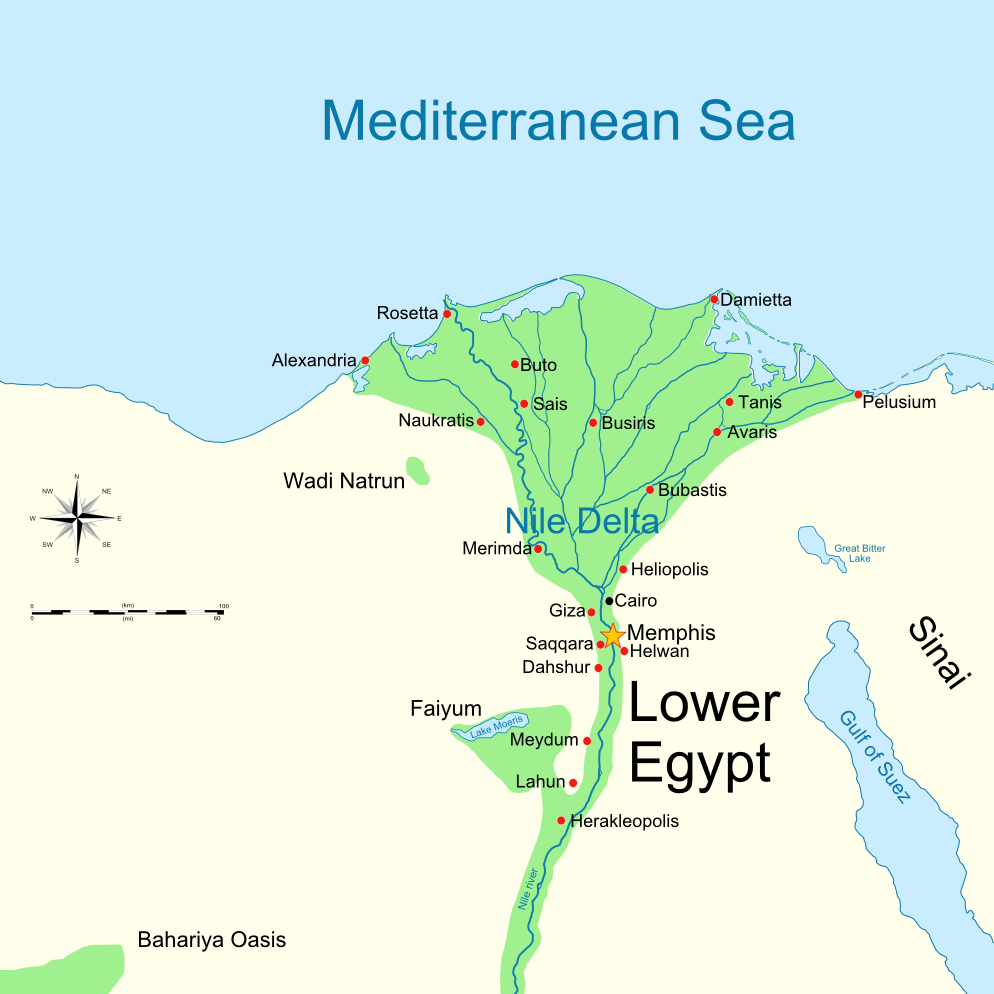
Vị trí của Tanis trên bản đồ

Những lần sau đó, Tanis dần mất đi vị thế hoàng gia của mình, nhưng nó vẫn là nơi cư trú cho đến khi bị bỏ hoang trong thời La Mã.

## Tàn tích
Tanis là nơi diễn ra nhiều cuộc khai quật khảo cổ bắt đầu từ thế kỷ 19, trong đó có Flinders Petrie và Auguste Mariette.
Năm 1866, Karl Richard Lepsius đã phát hiện ra Chỉ dụ Canopus - một bản khắc liên quan mật thiết đến văn bản khắc trên Phiến đá Rosetta - có niên đại từ thời Ai Cập thuộc Hy Lạp. Cả hai văn bản này đã góp phần một cách đáng kể vào việc giải mã bảng chữ tượng hình của Ai Cập cổ đại. Chỉ dụ Canopus được viết bởi các tư tế thời kỳ đó, nội dung của văn bản nhằm ca ngợi công lao của vua Ptolemaios III, hoàng hậu Berenice II và công chúa Berenice con họ.
Nhiều tàn tích của một số ngôi đền, bao gồm cả ngôi đền chính dành riêng cho Amun và một nghĩa trang hoàng gia rất quan trọng trong thời kỳ Chuyển tiếp thứ ba. Gạch đá được sử dụng để xây dựng các ngôi đền tại Tanis đến từ thị trấn Ramantide cũ của Qantir (tức Pi-Ramesses cổ đại) khiến các thế hệ nhà Ai Cập học trước đây đều nghĩ rằng, Tanis là nơi ngự trị của Ramesses.
Một điều đáng nói là lăng mộ của 3 vị vua Psusennes I, Amenemope và Shoshenq II đều không bị trộm đột nhập và được bảo quản khá là tốt trong suốt thời cổ đại. Nơi đây vẫn còn nguyên vẹn khi được phát hiện vào năm 1939 và 1940 bởi Pierre Montet. Rất nhiều cổ vật được làm từ các loại đá quý khác nhau, kể cả mặt nạ tang lễ bằng vàng của họ đã được tìm thấy.

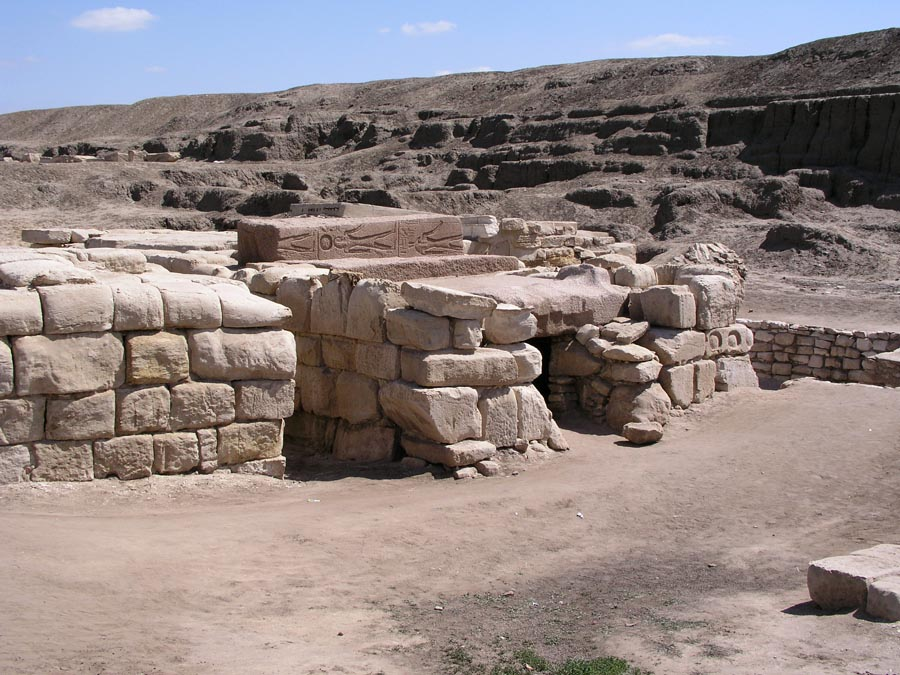
Những ngôi mộ hoàng gia ở Tanis

Bộ ba Theban, một gia đình thần thánh bao gồm các thần Amun, Mut (vợ), Khonsu (con trai), là những vị thần bảo trợ của Tanis. Các vị thần này vốn được tôn sùng ở vùng Thebes khi xưa, vì vậy nhiều học giả gọi Tanis bằng cái tên "Thebes Bắc".
Trong năm 2009, bộ Văn hóa Ai Cập báo cáo rằng đã phát hiện một hồ nước thiêng trong một ngôi đền dành cho nữ thần Mut tại San al-Hagar (thuộc Tanis). Hồ này dài 15 mét và rộng 12 mét, được xây dựng từ các khối đá vôi lớn. Nó đã bị vùi lấp dưới mặt đất ở độ sâu 12 mét, tuy nhiên tình trạng của nó rất tốt. Đây là hồ thiêng thứ hai được tìm thấy tại Tanis. Hồ đầu tiên đã được tìm thấy vào năm 1928.
Năm 2011, qua kết quả phân tích hình ảnh vệ tinh có độ phân giải cao được thực hiện bởi nhà khảo cổ Sarah Parcak thuộc Đại học Alabama, cô cho rằng mình đã tìm thấy nhiều dấu tích của các đoạn tường bằng gạch bùn, đường sá và dinh thự vốn không có mặt trong những tấm ảnh chụp thông thường. Cô cũng tuyên bố rằng có 17 kim tự tháp chưa được biết đến hiện vẫn còn nằm bên dưới lòng đất. Theo lời mời của Parcak, một nhóm khảo cổ đến từ Pháp đã khai quật tại một địa điểm mà vệ tinh đã chụp và xác nhận rằng có những bức tường gạch nằm sâu 30 cm bên dưới.
Tuy nhiên, Zahi Hawass lại hoàn toàn bác bỏ điều này, mặc dù ông vẫn đánh giá cao công nghệ mới này. Hawass cũng cho rằng, phải rất cẩn thận trong việc diễn giải hình ảnh từ vệ tinh, và mọi công bố đều phải dựa vào những bằng chứng khoa học rõ ràng.

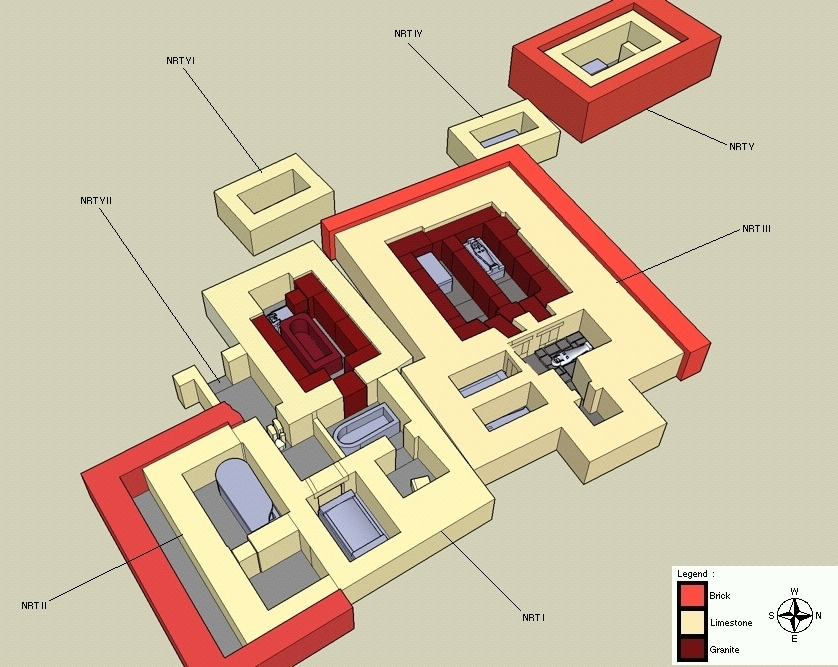
Nghĩa trang hoàng gia Tanis

## Tanis trong văn hóa
Trong bộ phim Chiếc rương thánh tích, Tanis được hư cấu là nơi cất giấu Hòm Bia Giao Ước. Theo đó, Tanis đã bị phủ lấp trong biển cát và được phát hiện vào năm 1936 bởi một đoàn thám hiểm người Đức. Trên thực tế, Tanis đã được khai quật từ thế kỷ 19.

## Kho báu của các vị vua

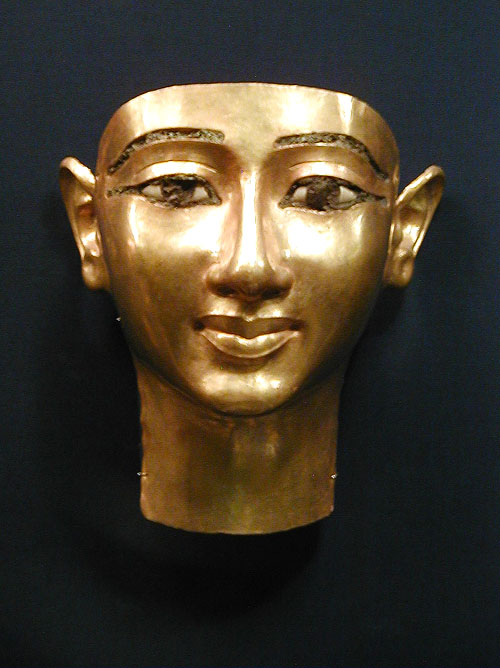
Mặt nạ vàng của tướng Wendjebauendjed
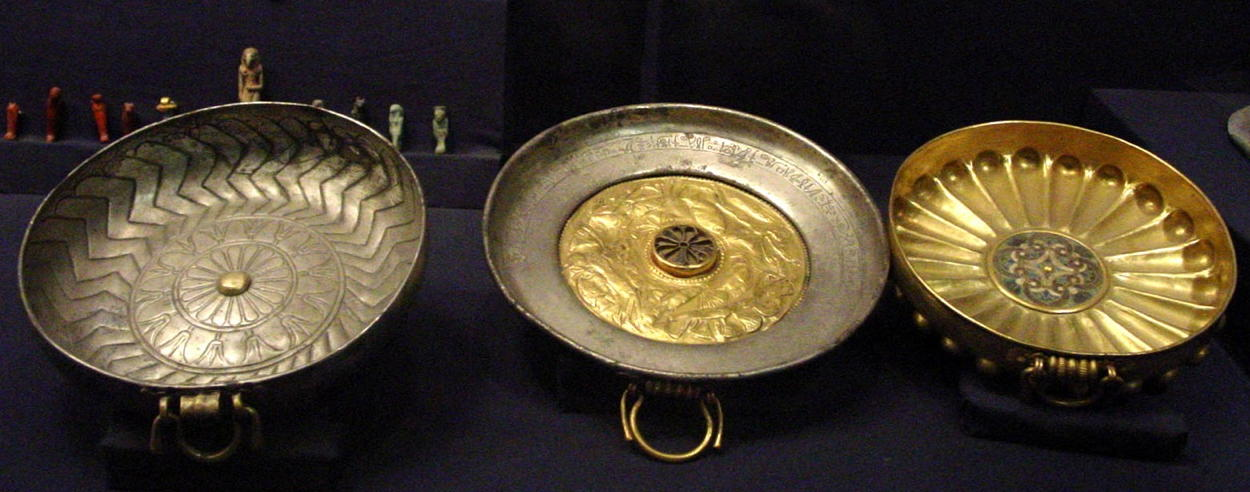
Bát vàng và bạc của Wendjebauendjed
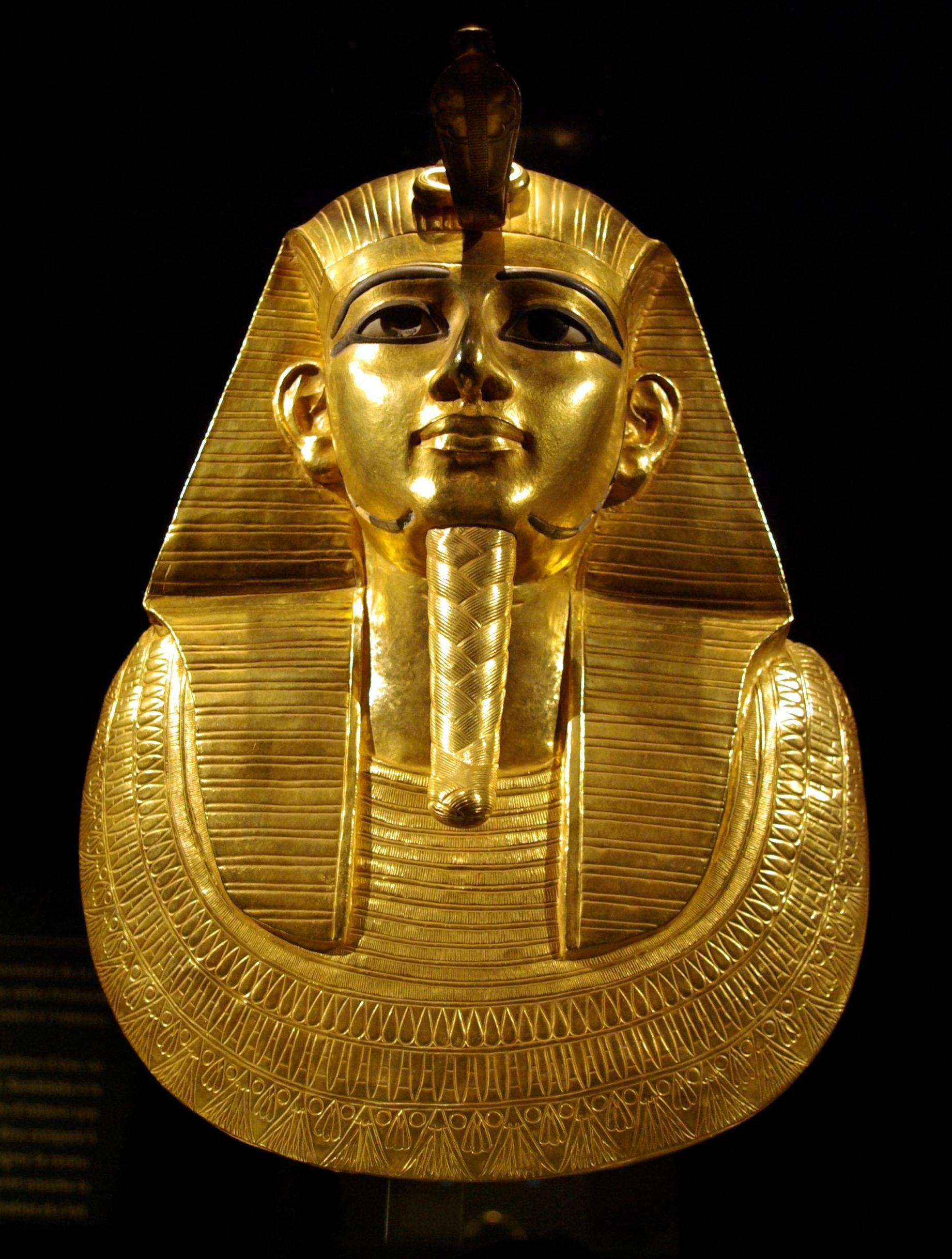
Mặt nạ vàng của vua Psusennes I
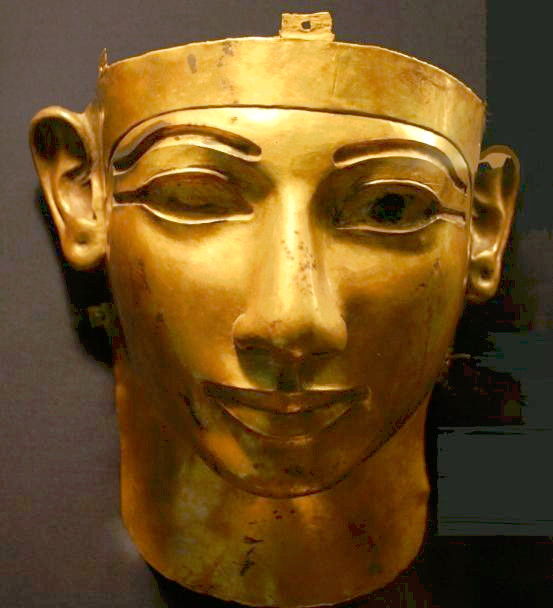
Mặt nạ vàng của vua Shoshenq II